# Naranjito (canton)
Naranjito est un canton d'Équateur situé dans la province de Guayas.